# Johann Caspar Lavater

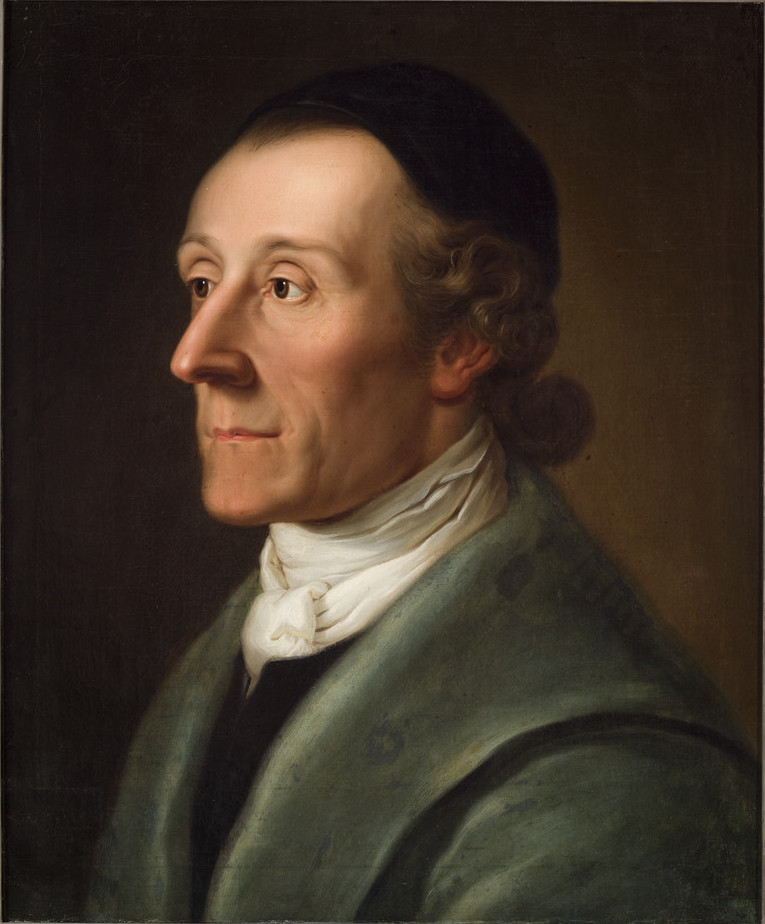
Johann Caspar Lavater, Gemälde von Alexander Speisegger, 1785, Gleimhaus Halberstadt.
Lavaters Unterschrift:

Johann Caspar Lavater, auch Johann Kaspar Lavater (* 15. November 1741 in Zürich; † 2. Januar 1801 ebenda), war ein reformierter Schweizer Pfarrer, Philosoph und Schriftsteller in der Zeit der Aufklärung sowie ein Hauptvertreter der Physiognomik.

## Leben

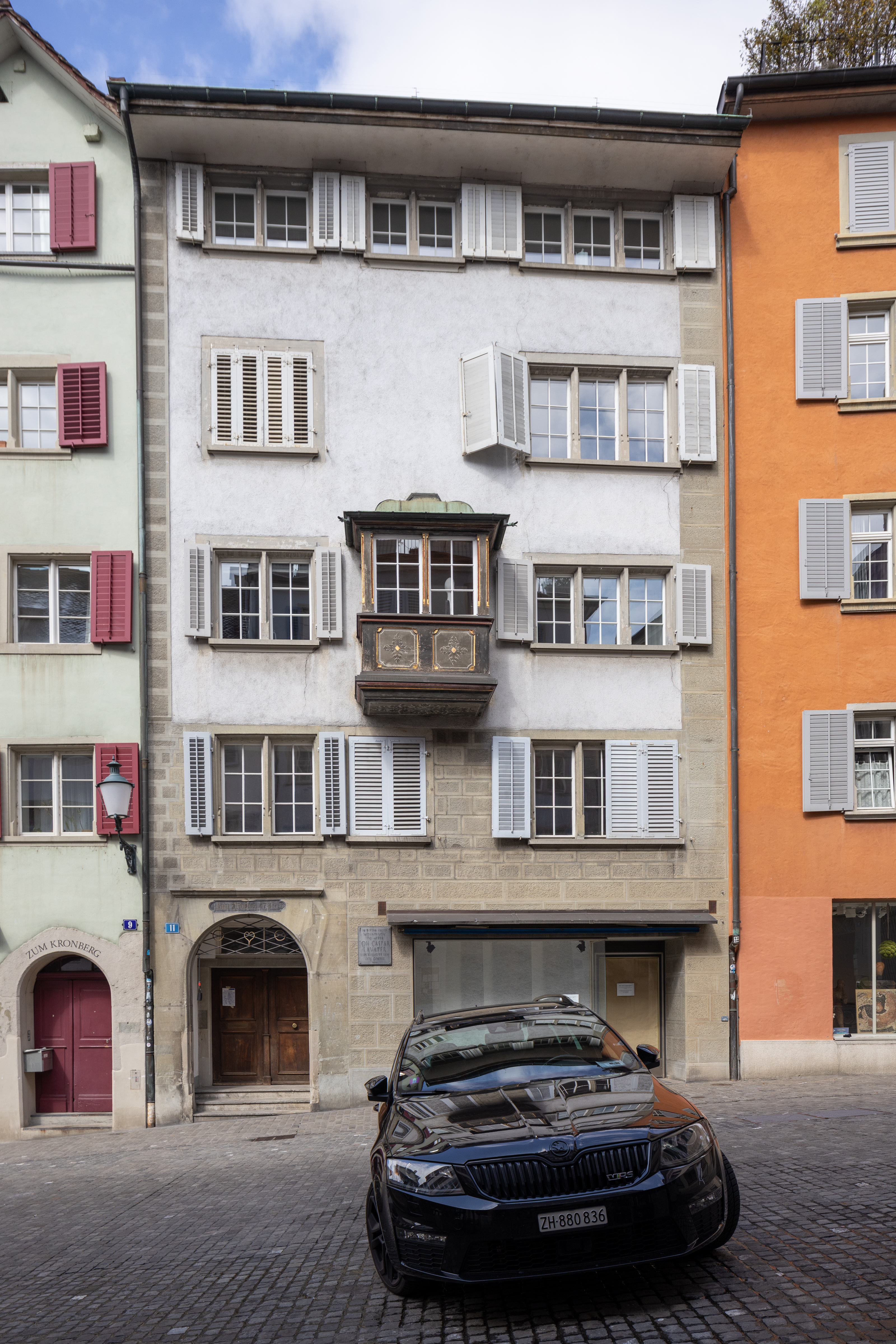
Zürich, Spiegelgasse 11 ("Zum Waldries")

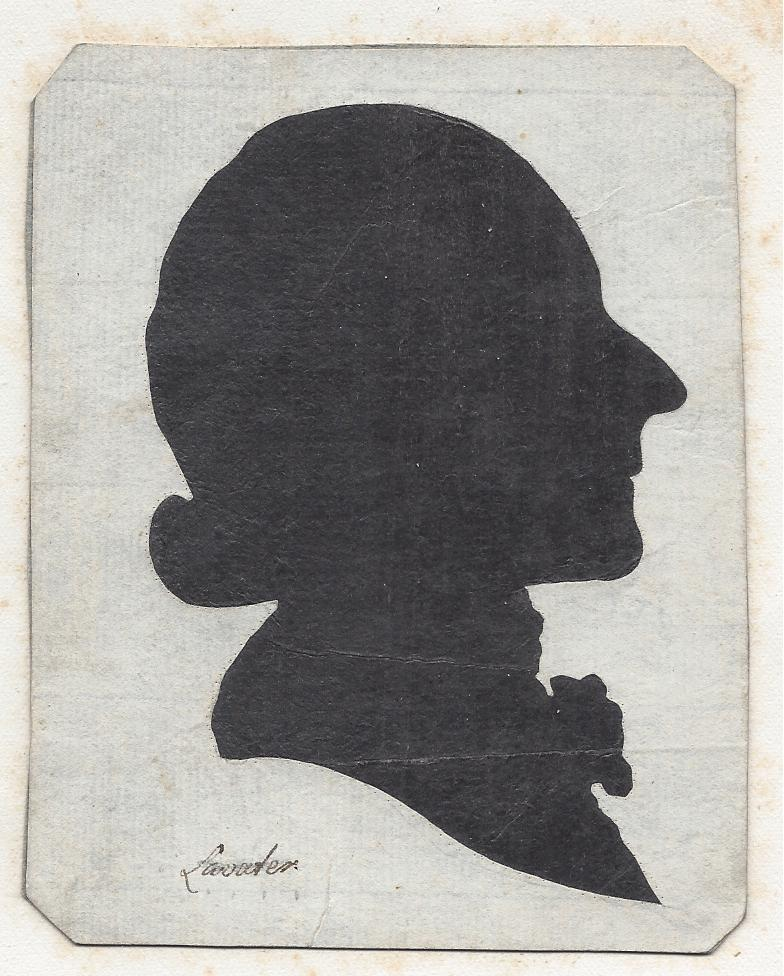
Lavaters Silhouette

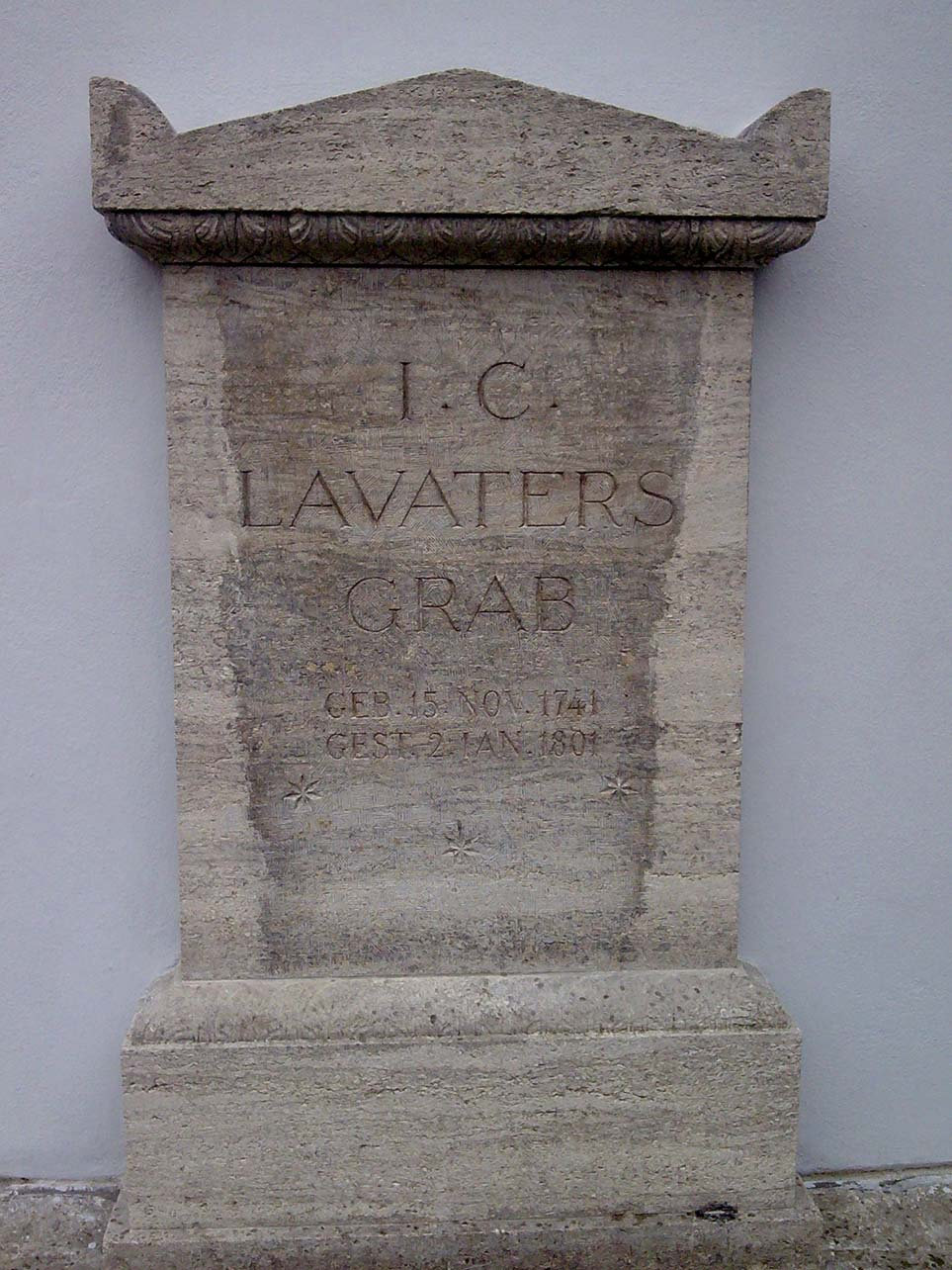
Grabstein Lavaters vor der Kirche St. Peter in Zürich

Johann Caspar Lavater wurde 1741 als Sohn eines angesehenen Arztes im elterlichen Haus an der Spiegelgasse 11 (Lage) in Zürich geboren. Der Arzt und Apotheker Diethelm Lavater war sein jüngerer Bruder. 
Die Lavater waren im 17. und 18. Jh. sehr stark im Zürcher Rat vertreten. Sie stellten 47 Grossräte und 17 Kleinräte sowie 13 Landvögte (neun davon im 18. Jh.). Johann Caspar Lavater besuchte zuerst die Deutsche Schule, dann die Lateinschule, ab 1754 zum Theologiestudium das Collegium Humanitatis und von 1756 bis 1762 das Collegium Carolinum in Zürich, wo u. a. Johann Jacob Bodmer und Johann Jakob Breitinger seine Lehrer waren. 1762 wurde er ordiniert. Im selben Jahr machten er und der spätere Maler Johann Heinrich Füssli mit einer Schrift auf das ungerechte Treiben des ehemaligen Landvogts Felix Grebel aufmerksam.
1763 unternahm Lavater zusammen mit dem befreundeten Johann Heinrich Füssli eine Bildungsreise nach Norddeutschland, um sich bei dem aufgeklärten Reformtheologen Johann Joachim Spalding in Barth in Schwedisch-Pommern weiter für das geistliche Amt auszubilden. Auf der Reise dorthin über Berlin wurde er mit vielen bedeutenden Männern seiner Zeit (darunter Christian Fürchtegott Gellert, Moses Mendelssohn, Friedrich Gottlieb Klopstock) bekannt. In Barth, wo er acht Monate zubrachte, begann er seine schriftstellerische Laufbahn zunächst mit kritischen Arbeiten.
Nach seiner Rückkehr nach Zürich (1764) gründete Lavater verschiedene Gesellschaften und gab erste wichtige Texte heraus. Am 3. Juni 1766 heiratete Lavater die um ein Jahr jüngere Anna Schinz. Am 21. Mai 1768 wurde sein Sohn, der spätere Arzt Johann Heinrich Lavater,  geboren. 1769 wurde Johann Caspar Lavater Diakon, 1775 Pfarrer an der Waisenhauskirche, 1778 Diakon und 1786 Pfarrer an der St.-Peter-Kirche in Zürich. Lavater hatte zwei Töchter, um 1770 und 1778 geboren.
1769 übersetzte Lavater Charles Bonnets Idées sur l’état futur des êtres vivants, ou Palingénésie philosophique als Philosophische Untersuchung der Beweise für das Christentum und widmete diese Schrift dem Aufklärer Moses Mendelssohn, um diesen entweder zu einer Widerlegung oder zum Übertritt ins Christentum zu bewegen. Dies war der Anfang einer brieflichen Auseinandersetzung zwischen Mendelssohn und Lavater, die von der gelehrten Öffentlichkeit ganz Europas mitverfolgt wurde. Lavater erhielt in dieser Auseinandersetzung Unterstützung durch den Juristen und Theologen Johann Balthasar Kölbele.
1774 lernte er auf einer Rheinreise, die weitgehend auf einer Lauertanne stattfand, unter anderen Johann Wolfgang von Goethe, Johann Bernhard Basedow, Johann Heinrich Jung-Stilling und Johann Gerhard Hasenkamp kennen. Goethe schrieb über ein Essen mit Lavater und Basedow einen kleinen Vers, der zum geflügelten Wort wurde: «Prophete rechts, Prophete links, das Weltkind in der Mitten.» Begleitet wurde er von dem aus Ludwigsburg stammenden Zeichner und Kupferstecher Georg Friedrich Schmoll, der nach der Rückkehr viele der auf der Reise angefertigten Porträts für die Physiognomischen Fragmente in Kupfer stach.
Nachdem Lavater als Prediger an die St.-Ansgarius-Kirche in Bremen berufen worden war, unternahm er 1786 eine Reise dorthin. Obwohl er die Stelle abgewiesen hatte und weiterhin in Zürich als Pfarrer tätig blieb, wurde er auf der Reise und in Bremen mit Begeisterung empfangen. 1787 begann er eine Korrespondenz mit Nikolai Karamsin, der seinen Besuch bei ihm beschrieb in dem Buch Briefe eines russischen Reisenden. Auf Einladung des Ministers Bernstorff unternahm er 1793 eine Reise nach Kopenhagen.
Die letzten Jahre seines Lebens wurden zu einem grossen Teil durch die politischen Ereignisse bestimmt. Da Lavater sich kritisch über die Auswirkungen der Französischen Revolution äusserte und auch den Einmarsch der französischen Truppen in die Schweiz stark kritisierte, kam er bei der helvetischen Regierung in den Verdacht eines Einverständnisses mit Russland und Österreich. Am 16. Mai 1799 wurde er verhaftet und nach Basel verschleppt.
Am 10. Juni wurde er freigelassen und kehrte nach Zürich zurück. Als er bei der Eroberung der Stadt durch André Masséna am 26. September desselben Jahres verwundeten Soldaten auf der Strasse Hilfe leistete, traf ihn eine feindliche Kugel. 15 Monate später starb er an den Folgen der dabei erlittenen Verletzungen. Sein Schwiegersohn Georg Gessner veröffentlichte im auf Lavaters Tod folgenden Jahr eine dreibändige Biographie.

## Werk und Bedeutung

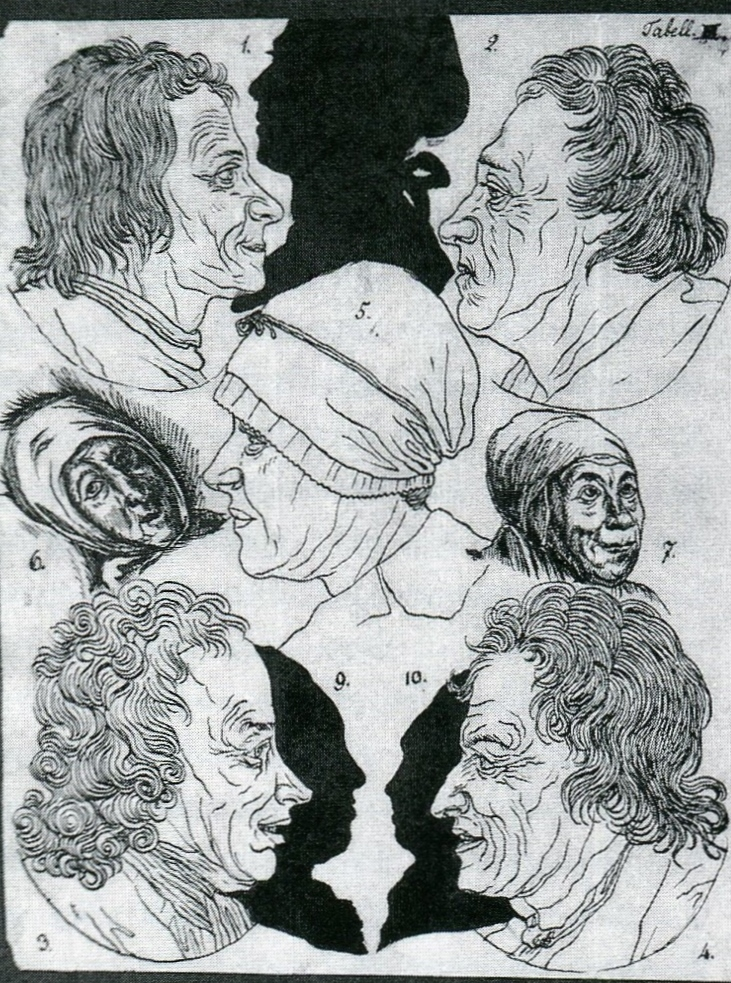
Porträts von Daniel Chodowiecki für die Sammlung Physiognomik von Lavater

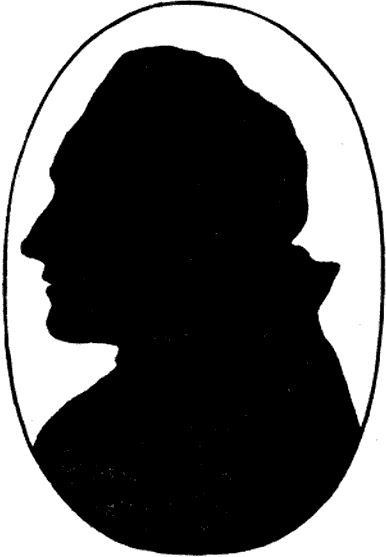
Lavater liess Goethes Silhouette im ersten Band der Physiognomischen Fragmente (1775) mit folgendem Kommentar abdrucken: «Die nachstehende Silhouette ist nicht vollkommen, aber dennoch bis auf den etwas verschnittenen Mund, der getreue Umriß von einem der größten und reichsten Genies, die ich in meinem Leben gesehen.»

Lavater wurde durch seine Physiognomischen Fragmente, zur Beförderung der Menschenkenntniß und Menschenliebe (4 Bände, 1775–78) bekannt, in denen er Anleitung gab, verschiedene Charaktere anhand der Gesichtszüge und Körperformen zu erkennen. Mit dieser Theorie der Physiognomik trug er wesentlich zur Popularität des Schattenrisses in der zweiten Hälfte des 18. Jahrhunderts in Deutschland bei. Lavaters Theorie der Physiognomik wurde in der damaligen Zeit lebhaft diskutiert, unter anderem von Lichtenberg, Goethe und Humboldt. Bekannte Künstler wie Daniel Chodowiecki, Johann Rudolf Schellenberg oder Johann Heinrich Lips lieferten Vorlagen für seine Sammlung Physiognomik.
Daneben verfasste Lavater die Schweizerlieder (1767), das in vier Bänden erschienene Werk Aussichten in die Ewigkeit (1768–1773/78), das Geheime Tagebuch. Von einem Beobachter Seiner Selbst und die Unveränderten Fragmente aus dem Tagebuche eines Beobachters seiner Selbst, verschiedene theologische, pädagogische und patriotische Werke sowie den Pontius Pilatus (1782–1785) und den Nathanaél (1786). Weiter wurde er für seine zahlreich publizierten Predigten bekannt und aufgrund mehrerer religiös geprägter epischer Dichtungen wie Jesus Messias, oder die Zukunft des Herrn (1780) und Joseph von Arimathea (1794) sowie des religiösen Dramas Abraham und Isaak (1776).

## Ehrungen, Sammlung
Nach Lavater sind im Zürcher Stadtkreis Enge eine Strasse sowie ein Schulhaus benannt. Im Jahr 1954 wurde in Aspern in Wien-Donaustadt (22. Bezirk) die Lavaterstraße nach ihm benannt.
Der 1995 von Freimut Börngen entdeckte Asteroid (19263) Lavater wurde nach dem Philosophen benannt.
An seiner Wirkungsstätte in Zürich ist im Lavaterhaus im Hause St. Peterhofstatt 6 (Lage) eine Sammlung zu seinem Leben und Werk entstanden. Dort gibt es Führungen und Veranstaltungen zu besonderen Anlässen.

## Werke
- 1762: Der ungerechte Landvogt oder Klagen eines Patrioten
- 1767: Schweizerlieder. Von einem Mitgliede der helvetischen Gesellschaft in Schinznach
- 1768–1778: Aussichten in die Ewigkeit in Briefen an Herrn Johann Georg Zimmermann  (4 Bände). Sowie: Hamburg, Buchhändlergesellschaft, 1773, 2., verbesserte Auflage in 3 Bänden.
- 1769: Drey Fragen von den Gaben des Heiligen Geistes
- 1769: Johann Caspar Lavaters Zueignungsschrift der Bonnetischen Philosophischen Untersuchung der Beweise für das Christenthum an Herrn Moses Mendelssohn in Berlin
- 1770: Antwort an den Herrn Moses Mendelssohn zu Berlin
- 1770: Morgengebete und Abendgebete auf alle Tage der Woche
- 1771: Geheimes Tagebuch. Von einem Beobachter Seiner Selbst
- 1772: Von der Physiognomik. Leipzig
- 1773: Predigten über das Buch Jonas, Zürich, David Bürgkli im Verlag Steiners und Compagnie, 2 Teile, 254 und 287 S.
- 1773: Unveränderte Fragmente aus dem Tagebuch eines Beobachters seiner Selbst
- 1775–1778: Physiognomische Fragmente, zur Beförderung der Menschenkenntniß und Menschenliebe (Digitalisat und Volltext im Deutschen Textarchiv Bd. 1, Digitalisat und Volltext im Deutschen Textarchiv Bd. 2)
- 1776: Abraham und Isaak
- 1780: Jesus Messias, oder Die Zukunft des Herrn
- 1780: Hrn. Caspar Lavaters und eines Ungenannten Urtheile über Hrn. C. R. Steinbarts System des reinen Christentums (Digitalisat)
- 1782–1785: Pontius Pilatus. Oder Die Bibel im Kleinen und Der Mensch im Grossen
- 1785: Etwas Geschichtliches vom sog. thierischen Magnetismus[13]
- 1786: Nathanael
- 1787: Lieder für Leidende. Tübingen
- 1787–1788: Vermischte unphysiognomische Regeln zur Menschen- und Selbstkenntniss
- 1788: Christlicher Religionsunterricht für denkende Jünglinge
- 1789: Vermischte physiognomische Regeln, ein Manuscript für Freunde, veröffentlicht (o. O.) 1802
- 1789: Christliches Jahrbüchlein, oder, auserlesene Stellen der Heil. Schrift, für alle Tage des Jahrs, mit kurzen Anmerkungen und Versen begleitet von Joh. Caspar Lavater. Dritte Auflage, Zürich (Digitalisat)
- 1790–1794: Handbibliothek für Freunde (24 Bände)
- 1793: Regeln für Kinder
- 1793: Reise nach Kopenhagen im Sommer 1793
- 1794: Joseph von Arimathea
- 1795: Anacharsis oder vermischte Gedanken und freundschaftliche Räthe
- 1798: [Ein] Wort eines freyen Schweizers an die grosse Nation
- 1798: Das Menschliche Herz
- 1800–1801: Freymüthige Briefe über das Deportationswesen und seine eigene Deportation nach Basel

Werkausgabe
Johann Caspar Lavater: Ausgewählte Werke in historisch-kritischer Ausgabe. NZZ Libro (ehemals Verlag Neue Zürcher Zeitung), Zürich
- Band I/1: Bettina Volz-Tobler (Hrsg.): Jugendschriften 1762–1769. 2008, ISBN 978-3-03823-059-5.
- Band I/2: Bettina Volz-Tobler (Hrsg.): Der Erinnerer. 2009, ISBN 978-3-03823-536-1.
- Band II: Ursula Caflisch-Schnetzler (Hrsg.): Aussichten in die Ewigkeit 1768–1773/78. 2001, ISBN 3-85823-865-1.
- Band III: Martin Ernst Hirzel (Hrsg.): Werke 1769–1771. 2002, ISBN 3-85823-961-5.
- Band IV: Ursula Caflisch-Schnetzler (Hrsg.): Werke 1771–1773. 2009, ISBN 978-3-03823-537-8.
- Band V: Ursula Caflisch-Schnetzler (Hrsg.): Werke 1772–1781. 2018, ISBN 978-3-03810-371-4.
- Band VI/1: Christina Reuter (Hrsg.): Pontius Pilatus 1782–1785. 2013, ISBN 978-3-03823-760-0.
- Band VII: Thomas Richter (Hrsg.): Werke 1786–1793. 2024, ISBN 978-3-907291-33-7.
- Band VIII: Dominik Sieber (Hrsg.): Patriotische Schriften 1798–1801. 2015, ISBN 978-3-03823-686-3.
- Ergänzungsband: Horst Weigelt (Hrsg.): Bibliographie der Werke Lavaters. Verzeichnis der zu seinen Lebzeiten im Druck erschienenen Schriften. Wissenschaftliche Redaktion Niklaus Landolt, 2001, ISBN 3-85823-864-3.
- Ergänzungsband: Christoph Eggenberger, Marlis Stähli (Hrsg.): Johann Caspar Lavater (1741–1801). Verzeichnisse der Korrespondenz und des Nachlasses in der Zentralbibliothek Zürich. 2007, ISBN 978-3-03823-354-1.
- Ergänzungsband: Ursula Caflisch-Schnetzler, Conrad Ulrich (Hrsg.): Anna Barbara von Muralt (1727–1805) Anekdoten aus Lavaters Leben. 2 Bände, 2011, ISBN 978-3-03823-687-0.